# Pierre Magne
Pour les articles homonymes, voir Pierre Magne (homonymie) et Magne.
Pierre Magne est un homme politique français né à Périgueux (Dordogne) le 3 décembre 1806 et mort au château de Montaigne (Dordogne) le 17 février 1879.

## Biographie
Fils de Louis Magne (1765-1836), teinturier, et de Jeanne Buis (1780-1854), Pierre Magne, après des études au collège de Périgueux, débuta modestement comme expéditionnaire à la préfecture de cette ville, où il entra grâce à la protection du général Bugeaud. Il étudia le droit à Toulouse, se fit recevoir avocat et s'inscrivit au barreau de Périgueux (1830) avant de devenir conseiller de préfecture de la Dordogne (1835), au moment où Auguste Romieu, célèbre pour ses facéties, était préfet de la Dordogne. En 1833, il avait épousé Célestine Maigne, avec qui il eut trois enfants :
- Alfred (1834-1878), qui fut trésorier-payeur général du Loiret et directeur du personnel au ministère des Finances ;
- Émile (1836-1867), qui fut conseiller référendaire à la Cour des comptes ;
- Marie (1851-1916).

Le 19 août 1843, Pierre Magne fut élu député par le 1er collège de la Dordogne (201 voix sur 358 votants et 395 inscrits contre 111 à M. Dussolier) en remplacement de M. de Marcillac, nommé préfet, et prit place dans les rangs de la majorité conservatrice. Il présenta plusieurs rapports sur les crédits extraordinaires de l'Algérie, dans lesquels il se montra tout dévoué à son protecteur, le maréchal Bugeaud, gouverneur général de l'Algérie de 1840 à 1847. Il fut ensuite nommé rapporteur du budget des recettes. Considéré comme l'un des plus brillants éléments du parti conservateur, on lui voyait un grand avenir.
Réélu député le 1er août 1846 (219 voix sur 391 votants et 460 inscrits contre 166 à Auguste Mie), il fut nommé directeur du contentieux au ministère des Finances (1846-1847), puis, le 14 novembre 1847, sous-secrétaire d'État au ministère de la Guerre sous le général Trézel (ministère Guizot), en remplacement de François Martineau des Chenez. Dans cette fonction, il fut plus particulièrement chargé des affaires de l'Algérie. Cette nomination l'amena à se représenter devant ses électeurs qui lui renouvelèrent leur confiance le 18 décembre 1847 (286 voix sur 399 votants contre 73 à M. Dezeimeris et 38 à M. Moyrand).
Après la révolution de 1848, Magne quitta la vie publique, mais il ne tarda pas à se rallier à la politique présidentielle de Louis-Napoléon Bonaparte et à revenir aux affaires. Nommé sous-secrétaire d'État au ministère des Finances (novembre 1849), il devint ministre des Travaux publics le 9 janvier 1851. Le 6 juillet 1851, il est élu représentant du département de la Dordogne en remplacement de M. Ducluzeau, décédé (40 043 voix sur 43 962 votants et 105 215 inscrits). Il conserva son portefeuille ministériel sans interruption jusqu'au 26 octobre 1851, ayant été confirmé dans ses fonctions lors du remaniement du 24 janvier. Il le reprit au lendemain du coup d'État, le 3 décembre 1851. Il s'en démit au lendemain du décret du 22 janvier 1852 confisquant les biens de la maison d'Orléans, mais il le retrouva cinq mois plus tard (28 juillet 1852) et resta en place jusqu'au 3 février 1855.
Nommé sénateur le 31 décembre 1852, il prit le portefeuille des Finances le 3 février 1855 et le garda jusqu'au 26 novembre 1860. Il fut alors ministre sans portefeuille du 26 novembre 1860 au 30 mars 1863. En cette qualité, il assista aux délibérations du Sénat relatives à un sénatus-consulte ayant trait à la reproduction par les journaux des débats législatifs (22 janvier 1861). Il reçoit la grand-croix de la Légion d'honneur en 1855. S'étant trouvé en opposition d'idées avec Achille Fould, Magne donna sa démission et fut nommé par l'Empereur membre du conseil privé (1er avril 1863).
Un décret du 13 novembre 1867 le rappela au ministère des Finances. Il présenta, le 27 janvier 1868, un rapport favorable à l'émission d'un emprunt de 440 millions, que le montant des rentes de la dotation de l'armée devait porter à plus de 700 millions. Cet emprunt fut couvert plus de 34 fois, et le gouvernement impérial s'en applaudit comme d'un éclatant triomphe politique, tandis que la Bourse de Paris y trouvait une source d'embarras graves et prolongés (août 1868).
Dans ses appréciations confidentielles sur les candidats possibles au poste de ministre de l'Intérieur à la fin de 1868, Eugène Rouher reprochait à Magne un peu de faiblesse de caractère et de népotisme, mais, ajoutait-il, « sa faiblesse ne serait à craindre qu'en face d'une émeute, et alors la question serait militaire. Quant au népotisme, je crois la matière épuisée, et, par conséquent, les occasions rares pour l'avenir ».
Pierre Magne fit encore partie de la combinaison ministérielle qui suivit le message du 12 juillet 1869 et fut de ceux qui tentèrent, d'accord avec les chefs du Tiers Parti, de réaliser les promesses libérales de l'Empire parlementaire. Après l'échec de cette tentative, il se retira avec ses collègues le 27 décembre 1869 devant le cabinet d'Émile Ollivier qui, d'ailleurs, aurait souhaité qu'il prenne le portefeuille des Finances, mais au dernier moment, il lui fut préféré un des ténors du Tiers Parti, Louis Buffet (3 janvier 1870). Magne revint au gouvernement, mais pour peu de temps, le 10 août 1870, toujours comme ministre des Finances. Il contresigna la loi relative au cours légal des billets de banque et présida à la souscription de l'emprunt de 750 millions.
Tombé avec le Second Empire le 4 septembre 1870, il fut élu député à l'Assemblée nationale par le département de la Dordogne le 2 juillet 1871, en remplacement d'Adolphe Thiers, qui avait opté pour le département de la Seine (44 526 voix sur 85 256 votants et 143 837 inscrits contre 34 307 à M. Montagut, républicain radical). Il siégea au centre droit, vota avec les conservateurs monarchistes, notamment pour la chute de Thiers le 24 mai et fit partie de plusieurs commissions financières.
Il redevint ministre des Finances dans le premier et le deuxième cabinet Broglie, du 25 mai 1873 au 16 mai 1874. Il fut maintenu dans ces fonctions dans le cabinet Courtot de Cissey le 22 mai 1874. Comme ministre, il prit part à plusieurs débats parlementaires concernant ses attributions et eut à effectuer le paiement du dernier milliard de la contribution de guerre. Préférant l'impôt à l'emprunt et cherchant par tous les moyens à réduire l'encours de la dette publique, il se montra partisan de l'impôt du sel ainsi que de diverses augmentations d'impôts indirects et fit voter, en 1873 et 1874, l'augmentation des contributions directes et des droits de timbre et d'enregistrement. L'Assemblée ayant émis un vote défavorable sur le projet de budget pour 1875, il donna sa démission le 15 juillet 1874.

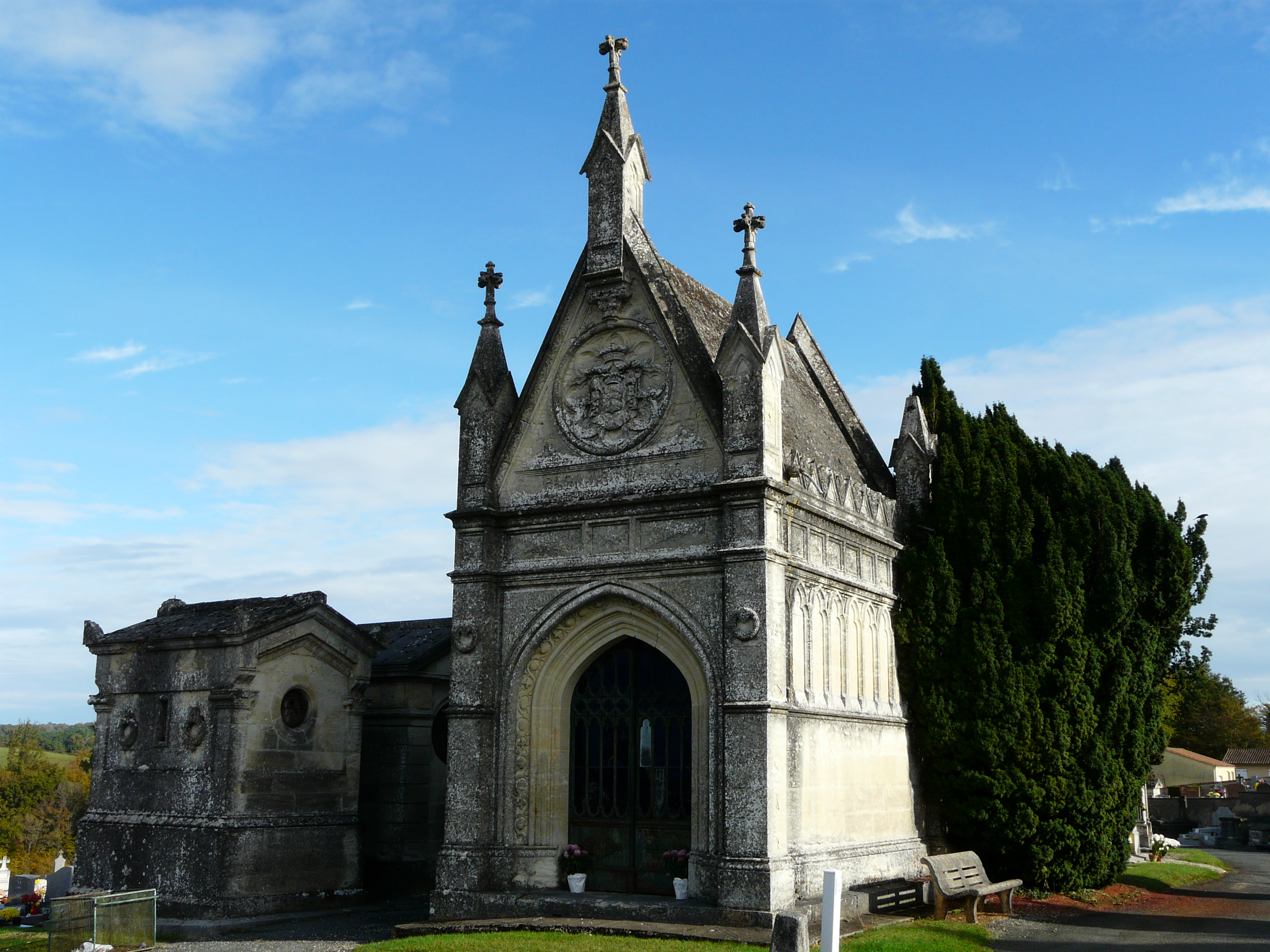
Chapelle Magne au cimetière du Nord de Périgueux.

Il vota pour l'amendement Wallon et pour l'ensemble des lois constitutionnelles de 1875. Au cours des vacances parlementaires d'août 1875, il parla, dans un discours à Périgueux, du « respect dû par tous les bons citoyens aux lois constitutionnelles tant qu'elles ne seront pas révisées ». Élu, le 30 janvier 1876, sénateur de la Dordogne (1er sur 3 par 470 voix sur 683 votants), il prit place sur les bancs du groupe de l'Appel au peuple et opina, quand il vint siéger, avec les conservateurs monarchistes, notamment pour la dissolution de la Chambre (juin 1877) et pour le gouvernement du 16 mai 1877. Mais éloigné le plus souvent des séances du Sénat par la maladie, il mourut en son château de Montaigne, où il s'était retiré, le 17 février 1879. Il est enterré dans sa chapelle familiale du cimetière du Nord de Périgueux.
Il fut conseiller général du canton de Périgueux (Dordogne, 1852-1870) puis du canton de Villefranche-de-Lonchat (Dordogne, 1872-1879) et président du conseil général de la Dordogne (1852-1879).

### Sources
- « Pierre Magne », dans Adolphe Robert et Gaston Cougny, Dictionnaire des parlementaires français, Edgar Bourloton, 1889-1891 [détail de l’édition]